# Singapur en el Festival de la Canción de la UAR
Singapur debutó en el Festival de la Canción de la UAR en 2012. La emisora singapurense, MediaCorp Suria, ha sido el organizador de la entrada singapurense desde el debut del país en el certamen en 2012.

## Historia
MediaCorp Suria es uno de los miembros fundadores del Festival de la Canción de la UAR, participó en las dos primeras ediciones del Festival Televisivo de la Canción de la UAR 2012, retirándose en la tercera.

## Participaciones de Singapur en el Festival de la Canción de la UAR
| Año  | Sede  | Artista        | Canción         | Idioma | N.º de Actuación |
| ---- | ----- | -------------- | --------------- | ------ | ---------------- |
| 2012 | Seúl  | Taufik Batisah | "Usah Lepaskan" | Malayo | N.º 01           |
| 2013 | Hanói | Shabir         | "Maybe"         | Inglés | N.º 03           |